# Aripuanã (gemeente)
Aripuanã is een gemeente in de Braziliaanse deelstaat Mato Grosso. De gemeente telt 20.511 inwoners (schatting 2009).